# 玛蒂尔达·卡恩斯
玛蒂尔达·卡恩斯（英語：Matilda Kearns，2000年10月2日—），生于悉尼，澳大利亚女子水球运动员。她曾代表澳大利亚国家队参加2020年夏季奥林匹克运动会水球比赛，获得第5名。